# Flugplatz Leszno-Strzyżewice

i7
i11
i13
Der Flugplatz Leszno-Strzyżewice (polnisch Lotnisko Leszno-Stryżewice, ICAO-Code: EPLS) ist ein Flugplatz in Strzyżewice bei Leszno (deutsch Lissa), Polen. 1952 eröffnet, gehört er heute der Stadt Leszno.

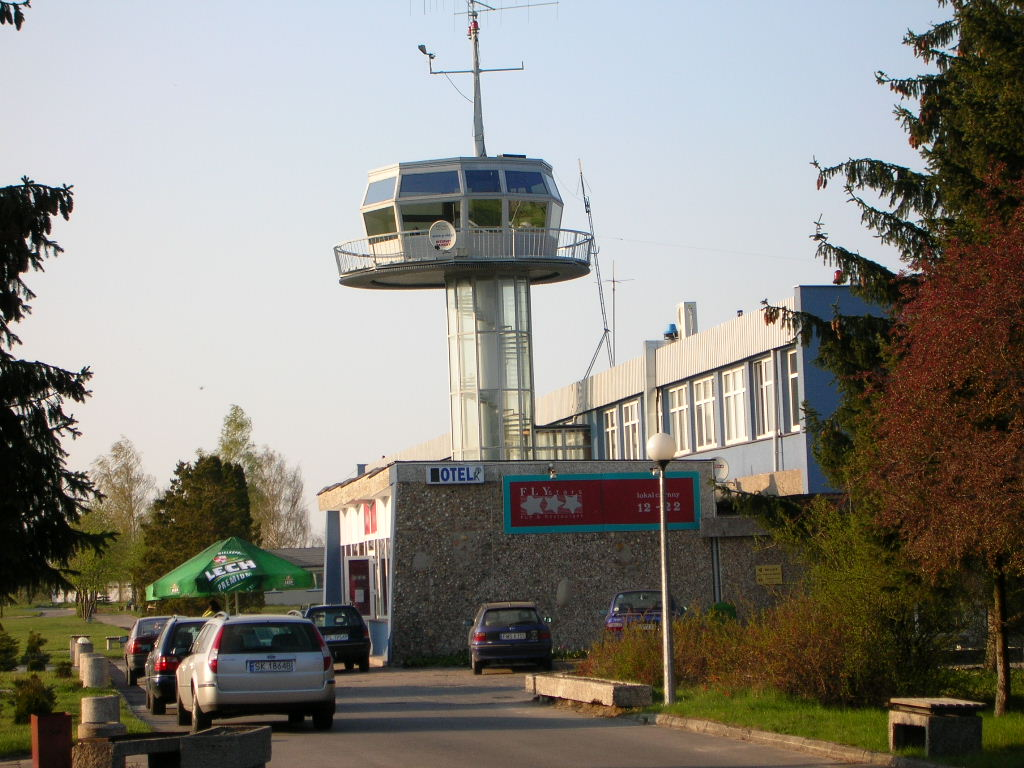
Tower, Gaststätte und Hotel

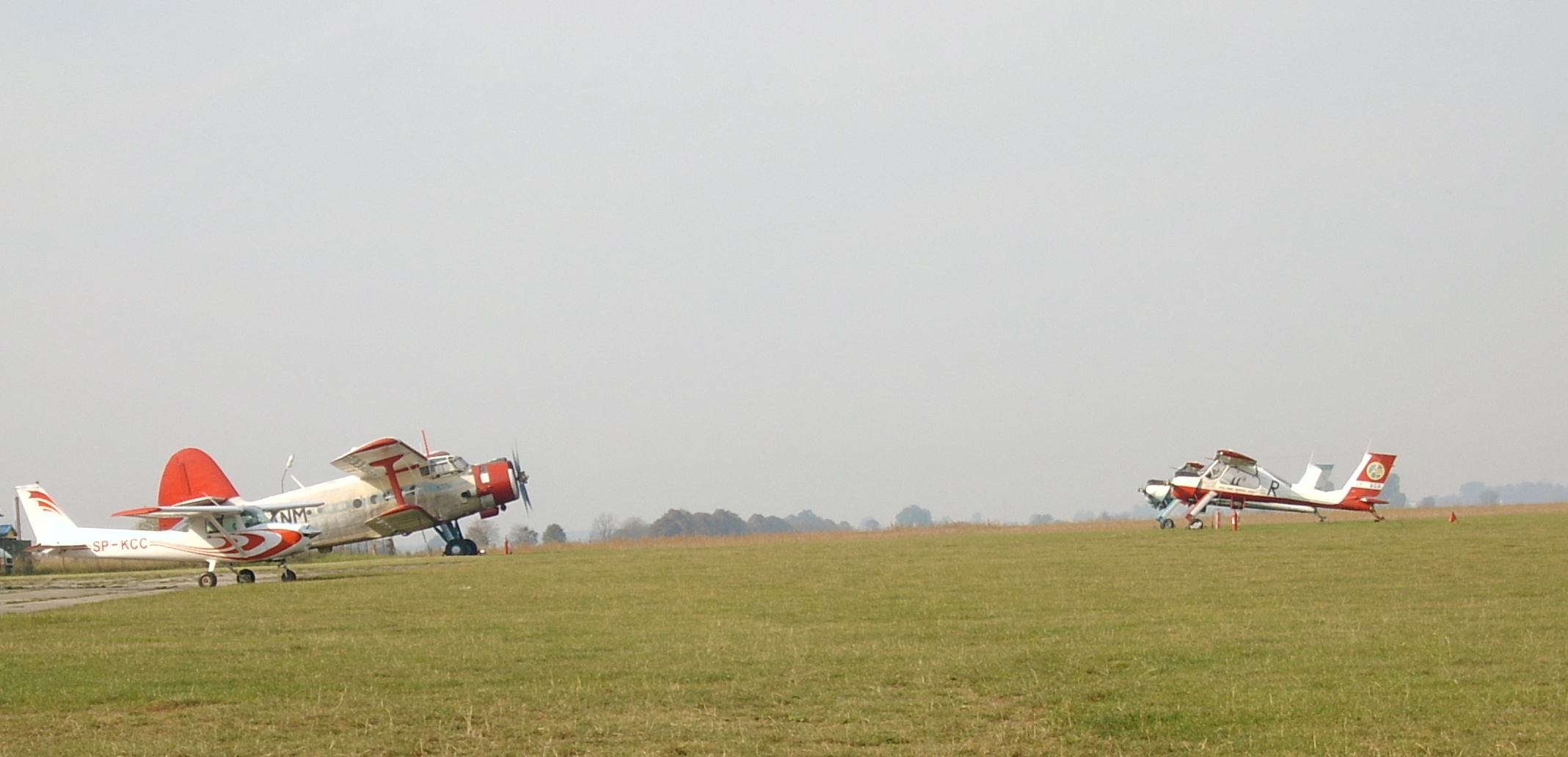
Eine der Abstellflächen mit Antonow An-2 und zwei Wilgas

Der Flugplatz war wiederholt Austragungsort von Welt- und Europameisterschaften des Weltluftsportverbands FAI. Er ist Sitz der zentralen Segelflugschule des polnischen Aeroclubs (Centralną Szkołę Szybowcową Aeroklubu Polskiego). Ein weiterer Nutzer ist der örtliche Aeroklub Leszczyński.

## Geschichte
Im Jahr 1938 befand sich bei Rzadkowo eine Gleitflugschule des Segelflugvereins der Eisenbahner von Posen. Diese wurde nach dem Zweiten Weltkrieg im größeren Umfang reaktiviert. Ende der 1940er suchte man ein neues Fluggelände und wurde in Strzyżewice fündig. Das Volkseigene Gut (PGR) in der Gemeinde trat 90 Hektar für die Anlage eines Flugplatzes ab. Am 1. Mai 1952 wurde die Segelflugschule von Strzyżewice eröffnet. Ein Teil des Platzes befindet sich auf städtischem Gelände. Aus der Schule sind mehrere Weltmeister hervorgegangen.
Weltmeisterschaften im Segelflug fanden hier 1958, 1968, 1999, 2003, 2014 und 2013 bei den Junioren statt. Europameisterschaften wurden 1990, 1998, 1995 bei den Junioren und 1999 bei den Frauen ausgeflogen. 1958 wurde hier Ernst Günter Haase der erste deutsche Segelflugweltmeister nach Heini Dittmar 1937.
Weltmeisterschaften im Heißluftballonfahren fanden hier 2014 bei den Frauen statt. Europameisterschaften wurden 1988 bei den Männern und 2017 bei den Frauen ausgetragen.
Für Rettungseinsätze und Krankentransporte wurde im Jahr 2000 der Hubschrauberlandeplatz Lądowisko Leszno im Osten der Stadt eröffnet. Er ist für Hubschrauber bis 5700 Kilogramm zugelassen.

## Infrastruktur
Der Platz hat eine Tankstelle und mehrere Abstellflächen. Der Tower ist an ein Hotel angebaut, das auch eine Gastwirtschaft betreibt. Im gleichen Gebäude befand sich das Büro der Flugschule. Diese und der Verein unterhalten zwei Flugzeughallen mit Anbauten für Büros und Schulungen.
Auf dem Gelände befindet sich ein Freifallsimulator, der Interessierten und Fallschirmspringern gegen Gebühr das Fliegen im Luftstrom ermöglicht.

## Sonstiges
Das Logo der Stadt zeigt zwei Segelflugzeuge, obwohl die populärste Sportart Speedwayrennen im Stadion von Unia Leszno sind. Der Verein trägt seine Rennen in der höchsten polnischen Liga aus.

## Fußnote
1. ↑  Lądowisko Leszno